# Egy csónakban (film)
Az Egy csónakban (eredeti cím: The Boys in the Boat) 2023-ban bemutatott amerikai életrajzi sportdráma, amelyet Mark L. Smith forgatókönyvéből George Clooney készített és rendezett, Daniel James Brown 2013-as azonos című könyve alapján. A főbb szerepekben Joel Edgerton, Callum Turner, Peter Guinness, Jack Mulhern és James Wolk látható.
A film világpremierje 2023. december 11-én volt Los Angelesben, az Amerikai Egyesült Államokban december 25-én mutatta be az Amazon MGM Studios, míg nemzetközileg a Warner Bros. Pictures. Magyarországon a HBO Max mutatta be 2025. április 11-én. Általánosságban vegyes visszajelzéseket kapott a kritikusoktól, és 55 millió dolláros bevételt hozott.

## Cselekmény
Az idős Joe Rantz, miközben unokáját figyeli csónakázni, nosztalgiázik fiatalkoráról; 1936-ban szegény mérnökhallgatóként tanul a Washingtoni Egyetemen, egy elhagyott autóban lakik, és konzerveket eszik. Két hét múlva tandíjat kell fizetniük, de Joe-nak nincs pénze, ezért barátja, Roger Morris azt javasolja, hogy csatlakozzanak az evezős csapathoz. Mindkettőjüket felveszik az egyetem junior ligás csapatába, kapnak egy szobát a kollégiumban és rendszeres étkezést.
Al Ulbrickson egyetemi edző célja, hogy legyőzze a UCLA csapatát, és kvalifikálja magát a berlini olimpiára. A juniorok és a főcsapat együtt edzenek, igyekeznek szinkronizálni az evezést gyors tempóban. Az edző rájön, az alapcsapat nem elég gyors, a juniorcsapat pedig erős, de tapasztalatlan. Visszahívja Bobby Moh-t, a tapasztalt, ám önfejű kormányost, és figyelmezteti, hogy engedelmeskedjen a parancsnak. A Pacific Coast Regattán Bobby gyors tempót diktál, és a Washingtoni Egyetem csapata rekorderedménnyel nyer, bár Ulbrickson egyenletes tempójú versenyzést tervezett.
A New York-i Poughkeepsie-ben rendezett négymérföldes regattán, amelynek győztese kijutott volna az olimpiára, Al arra utasítja Bobbyt, lassan kezdjen, hagyja, hogy a versenytársak elfáradjanak, majd növelje a sebességét percenként 35 ütésre. Bobby 28 ütéssel kezd, a pálya közepén 36-ra gyorsul, és 40 ütés/perccel fejezi be a versenyt, ismét szolid győzelmet aratva. A csapat és a közösség 5000 dollárt gyűjt az utazásra, és az evezősök eljutnak Berlinbe. Olimpiai rekordot állítanak fel a selejtező úszásban, bár ez nagy árat fizet Don Hume-nak, a csapat beteg tagjának.
Adolf Hitler jelen van a döntő versenyen, és a német csapat aranyérmét várja. Bobby nem hallja meg a döntő rajtpisztolyát, és rosszul indul, így Hume korán kezd küszködni; ennek ellenére Bobby 42 ütés/percre győzködi Hume-ot és a csapatot, hogy elérhető közelségbe kerüljenek, majd 300 méterrel a vége előtt 46-ot kér. Az Egyesült Államok egy fényképes befejezéssel nyeri az aranyat Olaszország és Németország előtt.
A film utolsó jelenetében az idős Joe felébred álmából, és elmondja unokájának, hogy nyolcfős csapata mindig is összetartó volt.

## Szereplők
| Szerep                                   | Színész                 | Magyar hang          |
| ---------------------------------------- | ----------------------- | -------------------- |
| Al Ulbrickson                            | Joel Edgerton           | Csík Csaba Krisztián |
| Joe Rantz                                | Callum Turner           | Jéger Zsombor        |
| Joe Rantz                                | Ian McElhinney (idősen) |                      |
| George Pocock                            | Peter Guinness          | Barbinek Péter       |
| Donald Hume                              | Jack Mulhern            |                      |
| Thomas Bolles                            | James Wolk              |                      |
| Joyce Simdars                            | Hadley Robinson         | Urbán-Szabó Fanni    |
| Hazel Ulbrickson                         | Courtney Henggeler      |                      |
| Royal Brougham                           | Chris Diamantopoulos    | Seder Gábor          |
| Roger Morris                             | Sam Strike              | Előd Álmos           |
| Harry Rantz, Joe apja                    | Alec Newman             |                      |
| Bobby Moch                               | Luke Slattery           |                      |
| Charles Day                              | Thomas Elms             |                      |
| John White                               | Thomas Stephen Varey    |                      |
| George Hunt                              | Bruce Herbelin-Earle    |                      |
| Jim McMillin                             | Wil Coban               |                      |
| Gordon Adam                              | Joel Phillimore         |                      |
| Benjamin Billings, az UW bizottság tagja | Edward Baker-Duly       |                      |
| Bo Billings                              | Jack Staddon            |                      |
| Jay Ellis                                | Adrian Lukis            |                      |
| Ky Ebright                               | Glenn Wrage             |                      |
| Brown, az UW segédedzője                 | Dominic Tighe           |                      |
| Jesse Owens                              | Jyuddah Jaymes          |                      |
| Harvey Love                              | Jacob James Beswick     |                      |
| Glenn Morry                              | Frankie Fox             |                      |
| Henry Burke elnök                        | Sam Douglas             |                      |
| Stone professzor                         | Robert Morgan           |                      |
| Heinrich Pauli                           | Andrew Bridgmont        |                      |
| Adolf Hitler                             | Daniel Philpott         |                      |
| német edző                               | Nicholas Cass-Beggs     |                      |
| Lumber Foreman                           | David Stoller           |                      |
| Joe unokája                              | Austin Haynes           | Tóth Márk            |

### Magyar változat
- Magyar szöveg: Barabás Orsolya
- Hangmérnök és vágó: Kis Pál
- Gyártásvezető: Bogdán Anikó
- Szinkronrendező: Pócsik Ildikó
- Produkciós vezető: Fodor Eszter

A szinkront a MAHIR Szinkronstúdió készítette el.

## A film készítése
2011 márciusában a The Weinstein Company elővételben megvásárolta Daniel James Brown könyvének filmes adaptációs jogait, Kenneth Branagh rendezésével, Donna Gigliotti és Judy Hofflund produceri közreműködésével. 2018 októberében a Lantern Entertainment – amely megszerezte a The Weinstein Company vagyonát – szerződést kötött a Metro-Goldwyn-Mayer vállalattal a film globális forgalmazására. 2020 márciusában bejelentették, hogy George Clooney fogja rendezni és producerként is közreműködik Grant Heslovval, míg a forgatókönyvet Mark L. Smith írja.

### Forgatás
A forgatás 2022 márciusában kezdődött a berkshire-i Winnersh Film Studiosban, valamint Los Angelesben és Berlinben zajlott. Az 1936. évi nyári olimpiai játékok jeleneteit, valamint a Washingtoni Egyetem evezős házának környékét a Cotswold Water Parkban található Cleveland Lakes tónál forgatták, további jeleneteket pedig a Molesey Boat Clubnál és a Pinewood Studiosban rögzítettek. A környék több evezős klubjának – mint például a St Hugh's Boat Club, Merton College Boat Club, The Queen's College Boat Club, Walbrook Rowing Club és az Oxfordi Egyetemhez tartozó Oriel College Boat Club – tagjait toborozták az olimpiai nemzeti csapatok evezőseinek szerepére. További jeleneteket az Ashlyns Schoolban forgattak, melyek a Washingtoni Egyetem belső jeleneteit ábrázolják.

## Bemutató
A vfilmet először 2023. december 7-én mutatták be az újranyitott seattle-i SIFF Cinerama Downtownban. A vetítésen számos diák vett részt a washingtoni Sequimből, ahonnan Joe Rantz származik. Ezt követte a film hivatalos világpremierje a Los Angeles-i Samuel Goldwyn Theaterben volt 2023. december 11-én.
Az Amazon MGM Studios 2023. december 25-én mutatta be. Az Egyesült Királyságban a Warner Bros. Pictures forgalmazásában 2024. január 12-én jelent meg.

### Médiakiadás
Az Egy csónakban 2024. január 16-án jelent meg digitális platformokon, Blu-Rayen 2024. június 25-én adták ki.

## Fogadtatás
A Rotten Tomatoes weboldalon 58%-os értékelést kapott 156 kritika  alapján, az átlagos értékelése 6,1 pont a 10-ből. Az oldal szöveges összefoglalója szerint: „az Egy csónakban szívvel és szilárd kézügyességgel meséli el inspiráló igaz történetét, de George Clooney rendező szolidan hagyományos megközelítése megakadályozza, hogy nagy hatást keltsen.” A Metacritic oldalán 100-ból 54 pontot kapott (35 kritikus alapján), ami „vegyes vagy átlagos” értékelést jelent. A CinemaScore által megkérdezett közönség átlagosan „A” osztályzatot adott a filmnek egy A+-tól F-ig terjedő skálán, míg a PostTrak szerint a filmnézők 86%-a pozitívan értékelte a filmet.
Sheri Linden, a The Hollywood Reporter munkatársa a következőket írta: „A Boys in the Boat időnként több élességet igényelhetett volna. Akárcsak a Husky kutyák, elvégzik a munkát, néha botladozva, de többnyire magabiztosan.” Bilge Ebiri a Vulture-tól a filmet „egy nem hivalkodó, de dörzsölt sportfilmnek nevezte, amelyet gördülékenyen meséltek el és elegánsan építettek fel”. Jordan Hoffman, a The Messenger munkatársa 6,2/10-es pontszámot adott a filmnek, és azt írta: „Kicsit régimódi, ez a legtöbbek elsődleges tanulsága az Egy csónakban című filmből, és ez valójában azt jelenti, hogy alacsony tétű, pihentető és kiszámítható, de alapvetően jó.”
Brian Lowry, a CNN munkatársa szerint: „a film nem igazán tud szabadulni komoly ismertségének örvényszerű vonzásától, egy olyan középső sávban evickélve, amely nem vetekszik e jól megszokott műfaj legmegindítóbb művelőivel”. Peter Bradshaw, a The Guardian munkatársa 2/5 csillagot adott a filmre, mondván: „Clooney sokkal többre is képes lenne; ez olyan, mint egy animációs múzeumi kiállítás”.